# Álex de la Iglesia
Alejandro de la Iglesia Mendoza, detto Álex (Bilbao, 4 dicembre 1965), è un regista e sceneggiatore spagnolo.

## Biografia
De la Iglesia è cresciuto con la passione per il cinema e i fumetti. Si laurea in filosofia all'Università di Deusto. Dopo la laurea pubblica il suo primo romanzo intitolato Payasos en la lavadora. Frequentando vari cineclub riesce man mano a introdursi nel mondo cinematografico, passando per la televisione: infatti è stato direttore artistico del programma Todo por la Pasta. Nel 1991 realizza il cortometraggio Mirindas asesinas che riceve svariati premi, durante una di queste premiazioni conosce il regista Pedro Almodóvar, e grazie alla sua casa di produzione El Deseo, debutta con il suo primo lungometraggio, il film di fantascienza Azione mutante.
Nel 1995 dirige Maria Grazia Cucinotta ne Il giorno della bestia, guadagnandosi un premio Goya come miglior regista, mentre nel 1997 dirige Javier Bardem in Perdita Durango. Negli anni seguenti dirige i film Muertos de risa, La comunidad - Intrigo all'ultimo piano e Crimen perfecto - Finché morte non li separi, commedie nere caratterizzate da un'ironia grottesca.
Nel 2008 dirige il suo primo film in lingua inglese, Oxford Murders - Teorema di un delitto con Elijah Wood e John Hurt. Il successivo Ballata dell'odio e dell'amore è presentato in concorso nel 2010 alla Mostra del cinema di Venezia, con il quale vince il Leone d'argento per la miglior regia. Il suo film La fortuna della vita (La chispa de la vida) (2011) è stato presentato alla Berlinale 2012.

## Filmografia

### Lungometraggi
- Azione mutante (Acción mutante) (1993)
- Il giorno della bestia (1995)
- Perdita Durango (1997)
- Muertos de risa (1999)
- La comunidad - Intrigo all'ultimo piano (La Comunidad) (2000)
- 800 balas (2002)
- Crimen perfecto - Finché morte non li separi (Crimen ferpecto) (2004)
- Oxford Murders - Teorema di un delitto (The Oxford Murders) (2008)
- Ballata dell'odio e dell'amore (Balada triste de trompeta) (2010)
- La fortuna della vita (La chispa de la vida) (2011)
- Le streghe son tornate (Las brujas de Zugarramurdi) (2013)
- Mi gran noche (2015)
- El bar (2017)
- Perfectos desconocidos (2017)
- Veneciafrenia - Follia e morte a Venezia (Veneciafrenia) (2022)
- El cuarto pasajero (2022)

### Cortometraggi
- Mirindas asesinas (1991)

### Documentari
- Messi - Storia di un campione (Messi) (2014)

### Televisione
- La stanza del bambino (La habitacion del niño) (2006) - film Tv
- 30 Coins - Trenta denari (30 monedas) (2020-2021, 2023) - serie TV